# Lemvig (obec)
Lemvig Kommune je dánská komuna v regionu Midtjylland. Vznikla roku 2007 po dánských strukturálních reformách. Zaujímá oblast 516,63 km², ve které v roce 2016 žilo 20 399 obyvatel.
Centrem komuny je město Lemvig.
Lemvig je obec (dánská, kommune) v regionu Midtjylland na západním pobřeží Jutského poloostrova v západním Dánsku. Obec se rozkládá na ploše 516,63 km2 a má 20 657 obyvatel (1. ledna 2015). Jeho starostou je Erik Flyvholm, člen politické strany Venstre (Liberal Party).
Hlavní město a místo jeho městské rady je město Lemvig. Město má populaci 6 966.
Současná obec byla 1. ledna 2007 rozšířena v důsledku Kommunalreformen („Obecní reforma“ z roku 2007), kdy byla bývalá obec Thyborøn-Harboøre sloučena do stávající obce Lemvig.
Významnou část její jižní hranice vymezují vody Bøvling Fjord, Indfjorden a Nissum Fjord. Řada ostrovů vymezuje západní obvod vod jižně od obce; některé z těchto ostrovů patří obci a jiné patří jejímu jižnímu sousedovi, Ulfborgu-Vembovi. Tyto vody na jižní hranici obce, zahrnující tři fjordy, plus Fejsted Kog je národní park.
Lem Cove (Lem Vig) vede z města Nissum Bredning do města Lemvig. Jezero Ferring (Ferring Sø) leží severně od města Ferring.
Obec byla původně vytvořena v roce 1970 jako výsledek kommunalreformu ("Obecní reforma"), který spojil řadu existujících
farností:
Bøvling Parish, ,Farnost Lomborg, ,Møborg Parish
Farbe Dybe, ,Nees Parish, ,Nørlem Parish
Farnost Fabjerg, ,Farnost Nørre Nissum, ,Ramme Parish
Ferring Parish, ,Romská farnost, ,Trans Parish
Fjaltringská farnost, ,Tørring Parish, ,Farnost Vandborg Nissum
Flynder Parish,
Gudum Parish,
Heldum Parish,
Hove Parish,
Farnost Hygum,
Lemvigská farnost,

## Atrakce
Muzeum náboženského umění (Museet for religiøs kunst)
Bovbjerg Fyr, lehká věž na západním pobřeží poblíž Ferringu
Ramme Dige
Muzeum Jensa Søndergårda ve Ferringu
Muzeum Lemvig ve městě Lemvig
Planetár („planetová stezka“) na okraji města Lemvig ukazuje model sluneční soustavy v měřítku 1: 1 000 000 000. V malém parku na okraji města najdete slunce o průměru 1,4 metru. Ostatní planety sledují cestu daleko od města, představovanou malými bronzovými kuličkami na žulových podstavcích. Vnější planeta, Pluto, je téměř 5 kilometrů od Slunce. Stezka je součástí muzea Lemvig.

## Sídla
V Lemvig Kommune se nachází 11 obcí.
| Sídla        | Obyvatel (2016) |
| ------------ | --------------- |
| Bonnet       | 205             |
| Bækmarksbro  | 520             |
| Bøvlingbjerg | 525             |
| Gudum        | 202             |
| Harboøre     | 1 506           |
| Klinkby      | 471             |
| Lemvig       | 6 929           |
| Lomborg      | 331             |
| Nørre Nissum | 1 038           |
| Ramme        | 404             |
| Thyborøn     | 2 092           |